# Toril (Espagne)
Pour les articles homonymes, voir Toril (homonymie).
Toril est une commune de la province de Cáceres dans la communauté autonome d'Estrémadure en Espagne.

## Géographie

### Communes voisines
Les communes limitrophes de Toril sont : Almaraz, Casatejada, Majadas, Serrejon et Tejeda de Tiétar.